# Pinswang
Pinswang è un comune austriaco di 415 abitanti nel distretto di Reutte, in Tirolo.